# Phytomyza aquilegivora
Espèce
Phytomyza aquilegivora, la Mineuse de l'ancolie, est une espèce d'insectes diptères de la famille des Agromyzidae. La larve de cette mouche creuse des galeries dans le limbe des feuilles d'ancolies (genre Aquilegia) et de pigamons (genre Thalictrum).

## Étymologie
Son nom spécifique, composé de aquilegi[a], le nom du genre des ancolies, et du suffixe latin vora, « avaler, dévorer », lui a été donné en référence au régime alimentaire de ses larves. 